# دنیای جادویی بل
دنیای جادویی بل (انگلیسی: Belle's Magical World) فیلمی در ژانر انیمیشن است که در سال ۱۹۹۸ منتشر شد.